# 348

## Decese
- 9 mai: Pahomie cel Mare călugăr creștin egiptean (n. 292)
- dată necunoscută: Sfântul Spiridon sfânt creștin (n. 270)